# Tim Roughgarden

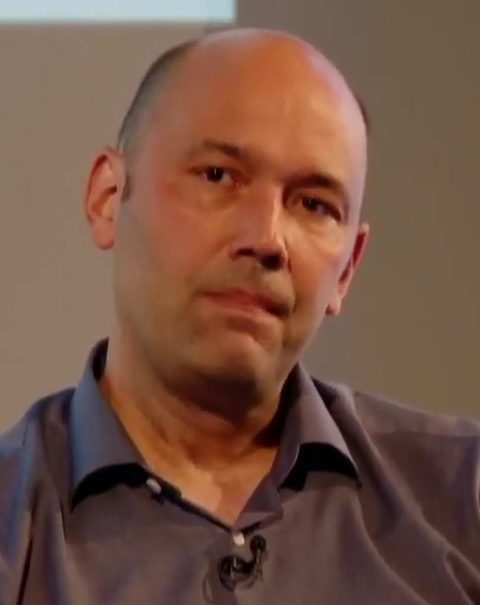
Tim Roughgarden (2022)

Timothy „Tim“ Avelin Roughgarden (* 20. Juli 1975) ist ein US-amerikanischer Informatiker. Er ist Professor an der Columbia University.

## Werdegang, Forschung und Lehre
Roughgarden studierte an der Stanford University und der Cornell University, dort wurde er 2002 bei Éva Tardos promoviert (Selfish Routing). Anschließend war er Postdoc an der University of California, Berkeley, ehe er an die Stanford University zurückkehrte. Dort stieg er zum Professor auf, blieb 15 Jahre und ist seit 2018 Professor an der Columbia University.
Er befasst sich mit Algorithmischer Spieltheorie mit Anwendung auf große Netzwerke wie das Internet (Selfish Routing).
Er war Invited Speaker auf dem Internationalen Mathematikerkongress 2006 in Madrid (Potential Functions and the Inefficiency of Equilibria).  
Für seine Arbeit wurde Roughgarden mehrfach ausgezeichnet. So erhielt er beispielsweise 2003 den A. W. Tucker Prize. 2007 erhielt er einen Presidential Early Career Award der National Science Foundation, 2009 den Grace Murray Hopper Award, 2012 gemeinsam mit Tardos und anderen den Gödel-Preis sowie 2016 den Kalai-Preis und 2019 den Frederick-W.-Lanchester-Preis. 2017 wurde er Guggenheim Fellow.

## Schriften
- als Herausgeber mit Noam Nisan, Éva Tardos, Vijay V. Vazirani: Algorithmic Game Theory. Cambridge University Press, New York NY u. a. 2007, ISBN 0-521-87282-0 (darin Kapitel 18: Routing Games).
- Algorithmic Game Theory. In: Communications of the ACM. Band 53, Nummer 7, Juli 2010, S. 78–86, doi:10.1145/1785414.1785439.
- Selfish Routing and the Price of Anarchy. MIT Press, Cambridge MA 2005, ISBN 0-262-18243-2.
- mit Éva Tardos: How Bad is Selfish Routing? In: Journal of the ACM. Band 49, Nummer 2, März 2002, S. 236–259, doi:10.1145/506147.506153, (erhielt den Gödel-Preis).
- Twenty lectures on algorithmic game theory. Cambridge University Press, Cambridge u. a. 2016, ISBN 978-1-107-17266-1.